# Orroli
Orroli (sardisk: Arròlli, Arròli) er en by og en kommune (comune) i provinsen Sud Sardegna i regionen Sardinien i Italien. Byen ligger i 550 meters højde og har 2.267 indbyggere (2016). Kommunen har et areal på 75,59 km² og grænser til kommunerne Escalaplano, Esterzili, Goni, Nurri og Siurgus Donigala.